# 訃報 2014年
訃報 2014年（ふほう 2014ねん）は、2014年（平成26年）中に物故した人物をまとめたものである。詳細は月別訃報記事を参照のこと。

## 月別の訃報記事一覧
- 訃報 2014年1月
- 訃報 2014年2月
- 訃報 2014年3月
- 訃報 2014年4月
- 訃報 2014年5月
- 訃報 2014年6月
- 訃報 2014年7月
- 訃報 2014年8月
- 訃報 2014年9月
- 訃報 2014年10月
- 訃報 2014年11月
- 訃報 2014年12月

## 関連書籍
- 『現代物故者事典(2012 - 2014)』日外アソシエーツ、2015年3月20日。ISBN 978-4-8169-2527-6。